# Montlieu-la-Garde
Montlieu-la-Garde je naselje in občina v zahodnem francoskem departmaju Charente-Maritime regije Poitou-Charentes. Leta 2006 je naselje imelo 1.318 prebivalcev.

## Geografija
Kraj se nahaja v pokrajini Saintonge ob reki Livenne, 70 km jugovzhodno od njenega središča Saintes. Na ozemlju občine tako kot Livenne izvira tudi reka Seugne.

## Uprava
Montlieu-la-Garde je sedež istoimenskega kantona, v katerega so poleg njegove vključene še občine Bedenac, Bussac-Forêt, Chatenet, Chepniers, Chevanceaux, Mérignac, Orignolles, Le Pin, Polignac, Pouillac, Sainte-Colombe in Saint-Palais-de-Négrignac s 6.384 prebivalci.
Kanton Montlieu-la-Garde je sestavni del okrožja Jonzac.

## Zgodovina
Sedanja občina je nastala z združitvijo do tedaj samostojnih občin Montlieu in La Garde leta 1965.
1. ↑  »Populations légales 2016«. Nacionalni inštitut za statistične in gospodarske raziskave. Pridobljeno 25. aprila 2019.